# Цзингу-Дай-Ийский автономный уезд
Цзингу-Дай-Ийский автономный уезд (кит. упр. 景谷傣族彝族自治县, пиньинь Jǐnggǔ Dǎizú Yízú zìzhìxiàn) — автономный уезд городского округа Пуэр провинции Юньнань (КНР).

## История
Во времена империи Цин в 1725 году здесь был создан Вэйюаньский непосредственно управляемый комиссариат (威远直隶厅). В 1735 году он был понижен в статусе, став просто Вэйюаньским комиссариатом (威远厅). После Синьхайской революции в Китае была проведена реформа структуры административного деления, в ходе которой комиссариаты были упразднены, и поэтому в 1913 году Вэйюаньский комиссариат был преобразован в уезд Вэйюань (威远县). Так как выяснилось, что в провинции Сычуань уже имеется уезд с точно таким же названием, в 1914 году уезд был переименован в Цзингу (景谷县) по названию протекающей здесь реки.
После вхождения провинции Юньнань в состав КНР в 1950 году был образован Специальный район Нинъэр (宁洱专区), и уезд вошёл в его состав.
Постановлением Госсовета КНР от 2 апреля 1951 года Специальный район Нинъэр был переименован в Специальный район Пуэр (普洱专区).
Постановлением Госсовета КНР от 28 марта 1953 года Специальный район Пуэр был переименован в Специальный район Сымао (思茅专区).
Постановлением Госсовета КНР от 19 октября 1957 года Специальный район Сымао был расформирован, а входившие в его состав административные единицы перешли в состав Сишуанбаньна-Дайского автономного округа. 
Постановлением Госсовета КНР от 13 сентября 1960 года был расформирован уезд Чжэньюань, и часть его земель перешла в состав уезда Цзинuу. Постановлением Госсовета КНР от 27 марта 1962 года уезд Чжэньюань был воссоздан. 
Постановлением Госсовета КНР от 18 августа 1964 года был воссоздан Специальный район Сымао, и уезд Цзингу вернулся в его состав.
В 1970 году Специальный район Сымао был переименован в Округ Сымао (思茅地区).
Постановлением Госсовета КНР от 11 июня 1985 года уезд Цзингу был преобразован в Цзингу-Дай-Ийский автономный уезд.
Постановлением Госсовета КНР от 30 октября 2003 года округ Сымао был преобразован в городской округ.
Постановлением Госсовета КНР от 21 января 2007 года городской округ Сымао был переименован в городской округ Пуэр.

## Население
В уезде проживают народности дай, и, хани, мяо, ва, булан, бай, хуэй и другие.

## Административное деление
Автономный уезд делится на 6 посёлков и 4 волости.